# Patent Law Reform Act
Der britische Patent Law Reform Act vom 1. Oktober 1852 setzte das erste moderne Patentrecht im Mutterland der industriellen Revolution ein.
Das Gesetz löste das im Wesentlichen auf dem Clerks Act von 1536 basierende alte Patentrecht ab. Vor allem verbesserte es die rechtliche Position der Erfinder erheblich:
- Patente waren nun für das gesamte Vereinigte Königreich gültig und mussten nicht mehr einzeln für England, Schottland und Irland beantragt werden.
- Dementsprechend sanken die Kosten von etwa 400 £ auf etwa 180 £ für ein Patent im gesamten Staatsgebiet.
- Der vorher außerordentlich hohe bürokratische Aufwand zur Beantragung eines Patents sank.
- Der Patentschutz wurde ab dem Zeitpunkt der Einreichung – nicht mehr ab dem Zeitpunkt der Bewilligung – wirksam. Vorher ging jeder Erfinder das Risiko ein, dass die Details seiner Erfindung zwar schon für Interessierte öffentlich waren, er aber noch keinen Schutz auf diese hatte.
- Das Patentgesetz führte eine Neuheitsprüfung ein. Die Rechtsunsicherheit des Erfinders sein Patent Jahre später durch ein Gerichtsurteil zu verlieren, sank erheblich.

In den Jahren vorher hatte es eine intensive öffentlich Kampagne zur Reform des Rechts gegeben, die von allen von Erfindern getragen wurden. In vielen Städten bildeten sich Reformkomitees, das Mechanics’ Magazine wurde zum Sprachrohr der Erfinder.
Vor der Verabschiedung des Reform Acts verhedderten sich in der Bürokratie der Patentanmeldung, beziehungsweise zogen es vor, einen Patentschutz erst gar nicht zu beantragen. Nur wenigen wie James Watt gelang es mit Hilfe des Schutzes seiner Dampfmaschine eine marktbeherrschende Stellung einzunehmen.
Nachdem aber die öffentlich Kampagne der Erfindern, die sich vor allem auf technische Einzelheiten des Gesetzes fokussiert hatte, nach 1852 abflaute, löste der Reform Act eine größere Debatte um das Patentrecht an sich aus. In der Hochphase des Liberalismus und der Freihandelsbewegung wurden Patent nun vor allem als die wirtschaft hemmendes staatliches Monopol aufgefasst. Im Economist sammelte sich eine breite Front derer, die für eine vollständige Abschaffung des Rechts eintraten. Eine Wirtschaftskrise, der Niedergang des klassischen britischen Liberalismus und die immer stärker die öffentliche Diskussion einnehmende Soziale Frage verhinderten allerdings, dass sich diese Kritiker durchsetzen konnten.
In den Niederlanden und der Schweiz hingegen wurde das Patentrecht Ende des 19. Jahrhunderts ganz abgeschafft und erst nach einer intensiven Industrialisierung in beiden Ländern auf internationalen Druck hin Anfang des 20. Jahrhunderts wieder eingeführt.
Ironisch am Reform Act ist, dass er erst nach der industriellen Revolution den Erfindern das erste Mal einen wirklich effektiven Schutz ihres geistigen Eigentums zugestand. Eine der sehr wenigen Studien, die es in diesem Bereich gibt, H.I. Duttons The Patent System and Inventive Activity during the Industrial Revolution 1750-1842 kommt dann auch zu dem Schluss, dass das vorherige unperfekte Patentrecht maßgeblich zur Beförderung der industriellen Revolution beitrug.